# Liste der Parteien im Deutschen Bundestag
Die Liste der Parteien im Deutschen Bundestag enthält alle Parteien, die jemals im Deutschen Bundestag vertreten waren. Aktuell im Bundestag vertretene Parteien sind fett gesetzt.

## In Fraktionsstärke in den Bundestag gewählte Parteien
Folgende Parteien wurden mindestens ein Mal mit mindestens fünf Prozent der Mandate in den Bundestag gewählt:
- Sozialdemokratische Partei Deutschlands (seit 1949)
- Christlich Demokratische Union Deutschlands (seit 1949, gemeinsame Fraktion mit CSU)
- Christlich-Soziale Union in Bayern (seit 1949, gemeinsame Fraktion mit CDU)
- Bündnis 90/Die Grünen, bis 1993 Die Grünen (seit 1983, in Fraktionsstärke 1983–1990 und seit 1994)
- Alternative für Deutschland (seit 2017)
- Die Linke, bis 2007 Partei des Demokratischen Sozialismus (seit 1990, Oktober bis Dezember 1990 durch Abordnung aus der Volkskammer, in Fraktionsstärke 1998–2002 2005–2023 und seit 2025)
- Freie Demokratische Partei (1949–2013 und 2017–2025), auch als DVP/BDV/DPS
- Gesamtdeutscher Block/Bund der Heimatvertriebenen und Entrechteten, bis 1952 Bund der Heimatvertriebenen und Entrechteten (1950–1953 durch Übertritte, 1953–1957 in Fraktionsstärke)

### Mit weniger als 5 Prozent der Sitze
Nach der ersten Bundestagswahl bis Ende 1951 reichten zehn, danach bis 1969 15 Abgeordnete zur Bildung einer Fraktion. Folgende Parteien konnten mit ihren Abgeordneten eine Fraktion bilden:
- Bayernpartei (1949–1953, eigene Fraktion bis Dezember 1951, dann gemeinsame Fraktion mit Zentrumspartei)
- Deutsche Partei (1949–1961, Fraktion bis 1960)
- Kommunistische Partei Deutschlands (1949–1953, Fraktion bis Dezember 1951)
- Wirtschaftliche Aufbau-Vereinigung (1949–1953, Fraktion bis Oktober 1950)
- Deutsche Zentrumspartei (1949–1957, 2022), eigene Fraktion bis Dezember 1951, dann gemeinsame Fraktion mit Bayernpartei, 1953 bis 1957 zwei Abgeordnete, von Januar bis August 2022 ein Abgeordneter durch Parteiübertritt

## In den Bundestag gewählte Parteien ohne Fraktionsstärke
- Südschleswigscher Wählerverband (1949–1953, seit 2021), als Partei der dänischen Minderheit von der Fünf-Prozent-Hürde befreit
- Deutsche Konservative Partei – Deutsche Rechtspartei, ab 1950 Deutsche Reichspartei (1949–1953)
- Bündnis 90 (1990–1993), 1990 auf der Liste „Bündnis 90/Grüne - BürgerInnenbewegung“ gewählt, bis 1991 Bündnis mehrerer Kleinparteien, dann Partei, 1993 Fusion zu Bündnis 90/Die Grünen; Oktober bis Dezember 1990 durch Abordnung aus der Volkskammer

## Parteien mit Mandaten über Wahlbündnisse
Folgende Parteien wurden in den Bundestag gewählt, indem ein oder mehrere Parteimitglieder auf der Liste einer anderen Partei kandidierten:
- Nationaldemokratische Partei (1949 auf der Landesliste der FDP Hessen; 1950 Fusion mit DKP/DRP zu Deutsche Reichspartei)
- Christliche Volkspartei des Saarlandes (1957 als CSU im Saarland; 1959 Fusion mit CDU)
- Gesamtdeutsche Partei (1965–1969, auf Landeslisten von SPD und CSU)
- Deutsche Union (1972 auf der Landesliste der CSU; Abgeordneter trat 1974 zur CSU über)
- Vereinigte Linke (1990 bis 1992, Abgeordnete legte Mandat nieder)
- Arbeit & soziale Gerechtigkeit – Die Wahlalternative (2005 auf den Listen der Linkspartei; 2007 Fusion mit Die Linkspartei.PDS zu Die Linke)

## Durch Abordnung errungene Mandate

### West-Berlin 1949 bis 1990
Bis zur Bundestagswahl 1990 wurden die Bundestagsabgeordneten West-Berlins nicht direkt gewählt, sondern vom Berliner Abgeordnetenhaus ernannt. 
- Christlich Demokratische Union Deutschlands
- Sozialdemokratische Partei Deutschlands
- Freie Demokratische Partei (1949–1961, 1965–1990)
- Freie Deutsche Volkspartei (1957/58)
- Alternative Liste für Demokratie und Umweltschutz (1983–1990)

### Neue Bundesländer 1990
144 Abgeordnete der Volkskammer der DDR wurden von dieser in den Bundestag entsandt. Sie gehörten dem Bundestag von der Wiedervereinigung am 3. Oktober bis zum 20. Dezember 1990 an.
- Christlich Demokratische Union Deutschlands
- Sozialdemokratische Partei Deutschlands
- Partei des Demokratischen Sozialismus
- Freie Demokratische Partei
- Deutsche Soziale Union  (gemeinsame Fraktion mit CDU und CSU)
- Bündnis 90
- Die Grünen
- Vereinigte Linke

## Durch Übertritt im Bundestag vertretene Parteien

### Fraktionsstärke durch Übertritt
- Freie Volkspartei (1956/57), Abspaltung der FDP, 1957 fusioniert mit Deutsche Partei

### Einzelabgeordnete
Folgende weitere Parteien waren im Bundestag nur dadurch vertreten, indem ein oder mehrere Bundestagsabgeordnete in die Partei eintraten:
- Sozialistische Reichspartei (zwei Abgeordnete, 1949–52)
- Gesamtdeutsche Volkspartei (drei Abgeordnete, 1951–53)
- Nationale Reichspartei (zwei Abgeordnete, 1952/53)
- Deutsche Friedens-Union (1961)
- Nationalliberale Aktion (1970/71)/Deutsche Union (1971–74)
- Grüne Aktion Zukunft (1978–80)
- Demokratische Sozialisten (zwei Abgeordnete 1982/83)
- Die Republikaner (zwei Abgeordnete 1983–85, ein Abgeordneter 1985–87, 1993/94)
- Freiheitliche Volkspartei (1985–87)
- Die Grauen (1989/90)
- Freie Bürger Union (1994)
- Piratenpartei Deutschland (2009)
- Die blaue Partei (zwei Abgeordnete, 2017–19)
- Liberal-Konservative Reformer (zwei Abgeordnete, 2020/21)
- Die PARTEI (ein Abgeordneter 2020/21)
- Bündnis Sahra Wagenknecht – Vernunft und Gerechtigkeit (zehn Abgeordnete als Gruppe, 2024/25)
- Bündnis Deutschland (ein Abgeordneter, 2024/25)
- Werteunion (ein Abgeordneter, 2025)